# Freak Kitchen

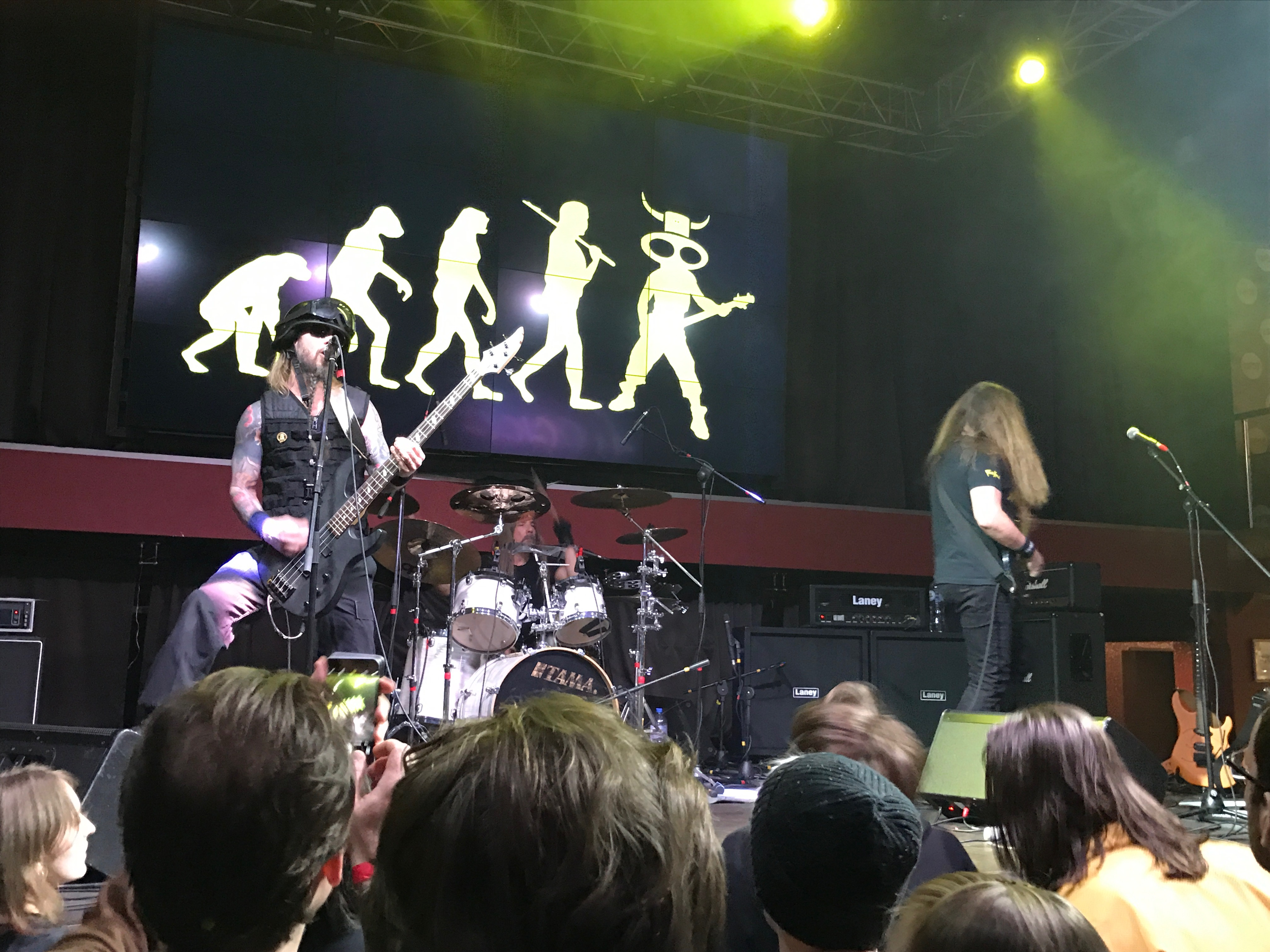

Freak Kitchen – szwedzkie trio muzyczne, grające muzykę rockowo-metalową i założone w 1992 w Göteborgu.

## Członkowie
Obecni członkowie:
- Mattias „IA” Eklundh – wokal prowadzący, gitara prowadząca, frontman (od 1992)
- Christer Örtefors – gitara basowa, wokal wspierający (od 2000)
- Björn Fryklund – perkusja (od 2000)

Byli członkowie:
- Christian Grönlund – gitara basowa, wokal wspierający (1992–2000)
- Joakim Sjöberg – perkusja, wokal wspierający (1992–2000)

## Dyskografia

### Albumy studyjne
- Appetizer (Thunderstruck Productions, 1994)
- Spanking Hour (Thunderstruck Productions, 1996)
- Freak Kitchen (Thunderstruck Productions, 1998)
- Dead Soul Men (Thunderstruck Productions, 2000)
- Move (Thunderstruck Productions, 2002)
- Organic (Thunderstruck Productions, 2005)
- Land of the Freaks (Thunderstruck Productions, 2009)
- Cooking with Pagans (Thunderstruck Productions, 2014)
- Confusion to the Enemy (Thunderstruck Productions, 2018)